# Double or Nothing (2020)
Pour les articles homonymes, voir Double or Nothing.
Double or Nothing (2020) est un Pay-per-view de catch (lutte professionnelle) produit par la promotion américaine All Elite Wrestling. L'événement a eu lieu le 23 mai 2020 au Daily's Place à Jacksonville (Floride). Il s'agit de la seconde édition de Double or Nothing.

## Contexte
Les spectacles de la All Elite Wrestling (AEW) sont constitués de matchs aux résultats prédéterminés par les scénaristes de la compagnie. Ces rencontres sont justifiées par des storylines – une rivalité entre catcheurs, la plupart du temps – ou par des qualifications survenues dans les shows de la AEW. Tous les catcheurs possèdent un gimmick, c'est-à-dire qu'ils incarnent un personnage gentil (Face) ou méchant (Heel), qui évolue au fil des rencontres. Un événement comme Double or Nothing est donc un événement tournant pour les différentes storylines en cours.

## Tableau des matchs
| Ordre par numéros | Résultat | Stipulation(s) | Temps |
| --- | --- | --- | ----- |
| 1P | Best Friends (Chuck Taylor et Trent Beretta) battent Private Party (Isiah Kassidy et Marq Queen)                                                                    | Tag Team match L'équipe gagnante deviendra aspirante no 1 aux AEW World Tag Team Championship.                                       | 15:10 |
| 2 | Brian Cage bat Darby Allin, Colt Cabana, Orange Cassidy, Joey Janela, Scorpio Sky, Kip Sabian, Frankie Kazarian et Luchasaurus                                      | Casino Ladder match Le gagnant décroche le jeton et aura droit à un match pour le AEW World Championship où et quand il le souhaite. | 28:30 |
| 3 | MJF (avec Wardlow) bat Jungle Boy | Match simple | 17:20 |
| 4 | Cody (avec Arn Anderson) bat Lance Archer (avec Jake Roberts) | Match simple - Finale du tournoi Le gagnant du tournoi deviendra le premier champion TNT.                                            | 22:00 |
| 5 | Kris Statlander bat Penelope Ford (avec Kip Sabian) | Match simple | 5:30  |
| 6 | Dustin Rhodes (avec Brandi Rhodes) bat Shawn Spears | Match simple | 3:20  |
| 7 | Hikaru Shida bat Nyla Rose (c) | No Disqualification match pour le AEW Women’s World Championship                                                                     | 16:40 |
| 8 | Jon Moxley (c) bat Mr. Brodie Lee | Match simple pour le AEW World Championship                                                                                          | 15:30 |
| 9 | The Elite ("Hangman" Adam Page, Kenny Omega et The Young Bucks) et Matt Hardy battent The Inner Circle (Chris Jericho, Sammy Guevara, Jake Hager, Ortiz et Santana) | Stadium Stampede match | 34:00 |
| La lettre C placée entre parenthèses désigne la personne ou l’équipe championne en titre. P – indique que le match a eu lieu lors du pré-show | | |       |

## Liens Externes
- Site officiel de la AEW